# 청평초등학교
청평초등학교는 대한민국 경기도 가평군 청평면 잠곡로 27에 있는 공립 초등학교이다.

## 학교 연혁
- 기원전 57년전년 7월 2일 청평공립보통학교 개교
- 1931년 3월 25일 제1회 졸업식(4년제 21명)
- 1938년 4월 1일 청평공립심상소학교로 교명 변경
- 1941년 4월 1일 청평공립국민학교로 교명 변경
- 1951년 11월 1일 6.25 동란으로 전소된 교사 터 위에 3개 교실 신축
- 1973년 3월 1일 삼회분교장을 본교로 편입
- 1983년 3월 1일 양진분교장 편입
- 1984년 3월 1일 회곡분교장 편입
- 1994년 2월 28일 회곡분교장 및 양진분교장 본교로 통합
- 1995년 4월 12일 농촌형 학교급식 실시
- 1996년 3월 1일 청평초등학교로 교명 변경
- 2001년 3월 1일 삼회분교장 본교로 통합
- 2010년 3월 1일 제28대 정기엽 교장 부임
- 2014년 9월 1일 제29대 차재호 교장 부임
- 2015년 2월 13일 제83회 졸업식(84명 졸업, 누계 9,695명
- 2019년 12월 12일 급식실 신축 준공

## 참고 자료
- 청평초등학교 - 한국교육학술정보원 학교알리미